# Championnat de France masculin de kin-ball 2008-2009

## Équipes engagées
- Kin-ball Association Rennes (3 équipes)
  - Rennes Cleunay (anciennement Rennes 1)
  - Kin-ball 2 Rennes (anciennement Rennes 2)
  - Rennes étudiant Kin-ball (REK)
- SCO Kin-bll Angers (3 équipes)
  - Angers 1
  - Angers 2
  - Angers 3 (anciennement Angers justice)
- Association Kin-ball Armor - Montcontour
- Junior Association de Quintin (2 équipes)
  - Quintin 1
  - Quintin 2

## Classement final
|   | Club                                     |
| 1 | Angers 1                                 |
| 2 | Angers 2                                 |
| 3 | Angers 3 (ou Angers Justice)             |
| 4 | Kin-ball 2 Rennes (Rennes 2)             |
| 5 | Association Kin-ball Armor - Montcontour |
| 6 | Junior Association de Quintin 1          |
| 7 | Rennes Cleunay (Rennes 1)                |
| 8 | Rennes étudiant kin-ball(REK)            |
| 9 | Junior Association de Quintin 2          |